# Analecta Cartusiana
 (novembre 2019).
Analecta Cartusiana est une série de publications entièrement consacrée à l'ordre des Chartreux traitant de sujets historiques et liturgiques, d'architecture, de législation et encore de spiritualité.
La revue internationale, dont les textes sont multilingues, a été fondée en 1970 et plus de 350 volumes ont été publiés à la fin de l'année 2017.